# Ghilarza
Ghilarza är en ort och kommun i provinsen Oristano i regionen Sardinien i Italien. Kommunen hade 4 452 invånare (2017).